# 8. Werchowna Rada
Die 8. Werchowna Rada wurde am 26. Oktober 2014 gewählt und trat am 27. November 2014 zu seiner Konstituierung zusammen. Damit endete die Legislaturperiode der 7. Werchowna Rada und damit die Amtszeit der Regierung Jazenjuk I. In der 8. Werchowna Rada waren acht Fraktionen und Gruppen (AVV, BPP, OB, RP, SH, VF, Wiedergeburt, Volkswille) vertreten; zwischen 60 und 96 Abgeordnete waren fraktionslos.

## Sitzungen

### Konstituierende Sitzung
Die 8. Werchowna Rada versammelte sich zur Eröffnungssitzung am 27. November 2014. Arsenij Jazenjuk wurde mit 341 Stimmen zum Ministerpräsidenten wiedergewählt.
Wolodymyr Hrojsman wurde zum Parlamentspräsidenten gewählt.

## Parlamentsvorstand
| Parlamentspräsident   |  | Wahl     | Amtszeit                           |
| --------------------- |  | -------- | ---------------------------------- |
| Wolodymyr Hrojsman    |  | 359–0–3  | 27. November 2014 – 13. April 2016 |
| Andrij Parubij        |  | 284–30–9 | 14. April 2016 – 28. August 2019   |
| 1. Stellvertreter     |  | Wahl     | Amtszeit                           |
| Andrij Parubij        |  | 313–23–4 | 2. Dezember 2014 – 13. April 2016  |
| Iryna Heraschtschenko |  | 260-4-20 | 14. April 2016 – 28. August 2019   |
| 2. Stellvertreter     |  | Wahl     | Amtszeit                           |
| Oksana Syrojid        |  | 313–23–4 | 2. Dezember 2014 – 28. August 2019 |